# Kutná (Krkonoše)
Kutná je vrchol v České republice ležící v Krkonoších.

## Poloha
Kutná (německy Quetschenstein) tvoří severozápadní výběžek hřebenu Rýchor. Nachází se asi 4,5 km západně od města Žacléře, asi 11 km severně od Trutnova a asi 5,5 km severovýchodně od Janských Lázní. Všechny svahy kromě jihovýchodního jsou velmi prudké a se značným převýšením. Na jihovýchodní straně na Kutnou navazuje asi 1,5 km dlouhý hřeben Rýchor. Nadmořská výška do nejbližšího sedla tímto směrem klesá pouze na 995 m n. m. Hora se nachází na území Krkonošského národního parku.
V některých mapách bývá jako Kutná chybně označen vrchol vzdálený 900 m směrem na jih (souřadnice 50°39′12″ s. š., 15°50′58″ v. d.) s nadmořskou výškou 1010 m. Ve skutečnosti jde o dosud bezejmenný vrchol, který autoři projektu Tisícovky Čech, Moravy a Slezska pojmenovali Kutná - J vrchol. Z pohledu tisícovek jde v obou případech o vedlejší vrcholy Dvorského lesa, protože mají jen minimální převýšení od společného sedla, které se nachází u rozcestí Kutná-Rýchory. Katastrálně přísluší vrchol Kutná pod Rýchory (součást města Žacléř); na vrcholu Kutná - J se krom toho sbíhají hranice obcí Horní Maršov, Svoboda nad Úpou a Mladé Buky.

## Vodstvo
Kutná je odvodňována levými přítoky řeky Úpy. Východní a severní svah Albeřický potok a jeho přítok Suchý potok, západní potom Maxův potok. Jeho upravený pramen se nachází asi 300 metrů jižně od vrcholu Kutné u zelené turistické značky.

## Vegetace
Svahy Kutné jsou porostlé lesem s převahou smrčin. Část východního svahu pod vrcholem a přilehlá část hřebenu Rýchor je pokrytá horskou loukou.

## Komunikace a turistické trasy
Přes vrchol Kutné vede z Horního Maršova neveřejná cesta za vhodných klimatických podmínek sjízdná pro osobní automobily, která pokračuje jihovýchodním směrem po hřebenu Rýchor. Po ní je trasována žlutě značená trasa 7223. Zeleně značená trasa 4212 je na Kutnou vedena ze Svobody nad Úpou.

## Stavby
Přímo na vrcholu se nachází sklepní prostor vyhořelé Maxovy boudy zprovozněné roku 1893. Interiér je upraven na sklad materiálu horské služby, na střeše vznikla vyhlídková plošina. Je odsud jeden z nejlepších výhledů na východní Krkonoše. Pouhých sto metrů jižně od ní stojí Rýchorská bouda provozovaná jako Krkonošské středisko ekologické výchovy. Je zde možnost občerstvení. V severozápadním svahu Kutné se nachází několik objektů lehkého opevnění budovaného v druhé polovině třicátých let proti Německu.